# Furulund

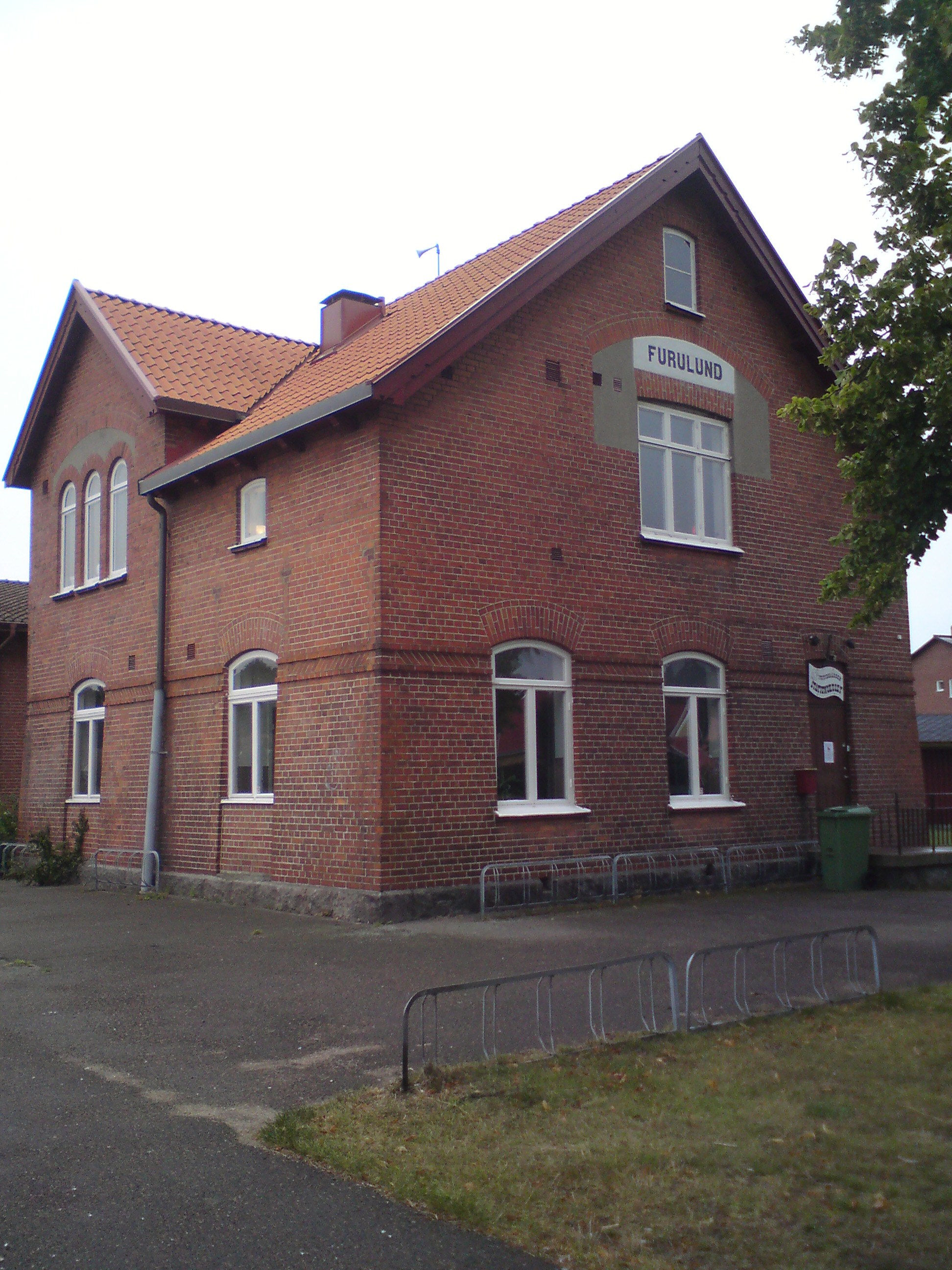
Bahnhof von Furulund

Furulund ist eine Ortschaft (tätort) in der südschwedischen Provinz Skåne län und der historischen Provinz Schonen. Der Ort liegt in der Gemeinde Kävlinge, zirka einen Kilometer südwestlich des gleichnamigen Hauptortes Kävlinge.
Furulund liegt am Fluss Kävlingeån, der vom Vombsjön in die Bucht von Lomma fließt. Der Ort liegt an der Strecke der 1886 eingeweihten und 1934 elektrifizierten Bahnstrecke Malmö-Billesholms Järnväg.

## Töchter und Söhne
- Bengt Lindskog (1933–2008), schwedischer Fußballspieler
- Dennis Westerberg (* 1970), schwedischer Musiker und Autor